# イル・ジャルディーノ・アルモニコ
イル・ジャルディーノ・アルモニコ（イタリア語: Il Giardino Armonico）は、イタリアの古楽アンサンブル。1985年にルカ・ピアンカとジョヴァンニ・アントニーニによってミラノで結成された。古楽器によって主に17世紀や18世紀以前の音楽を演奏している。
メゾソプラノ歌手のチェチーリア・バルトリや、ピアニストのラベック姉妹、チェリストのクリストフ・コワンらと共演しており、テルデック・レーベルから頒布された録音は、グラミー賞やグラモフォン賞などの栄誉に輝いている。とりわけ一連のヴィヴァルディ作品の演奏で名を揚げたが、演奏会やオペラの上演にも携わり、モンテヴェルディやヘンデル、ペルゴレージらの作品を演奏してきた。
作品の抒情性を重視して穏当な解釈を好むイギリスの古楽勢よりも、表現衝動の激しさと解釈の斬新さを追究するオランダやオーストリアの古楽勢に濃厚に影響されており、旋律を歌い込むよりも、音色の対比の鮮やかさや、切れ味の鋭いリズム感を打ち出した演奏姿勢を採っている。必要とあらばモダン・ピッチやモダン楽器のほかにも、楽譜に記入されていないような特殊奏法を用いることさえ厭わない。イタリアの古楽界屈指の室内アンサンブルとして国際的に注目されている。